# ジョージ・タルボット (第6代シュルーズベリー伯)

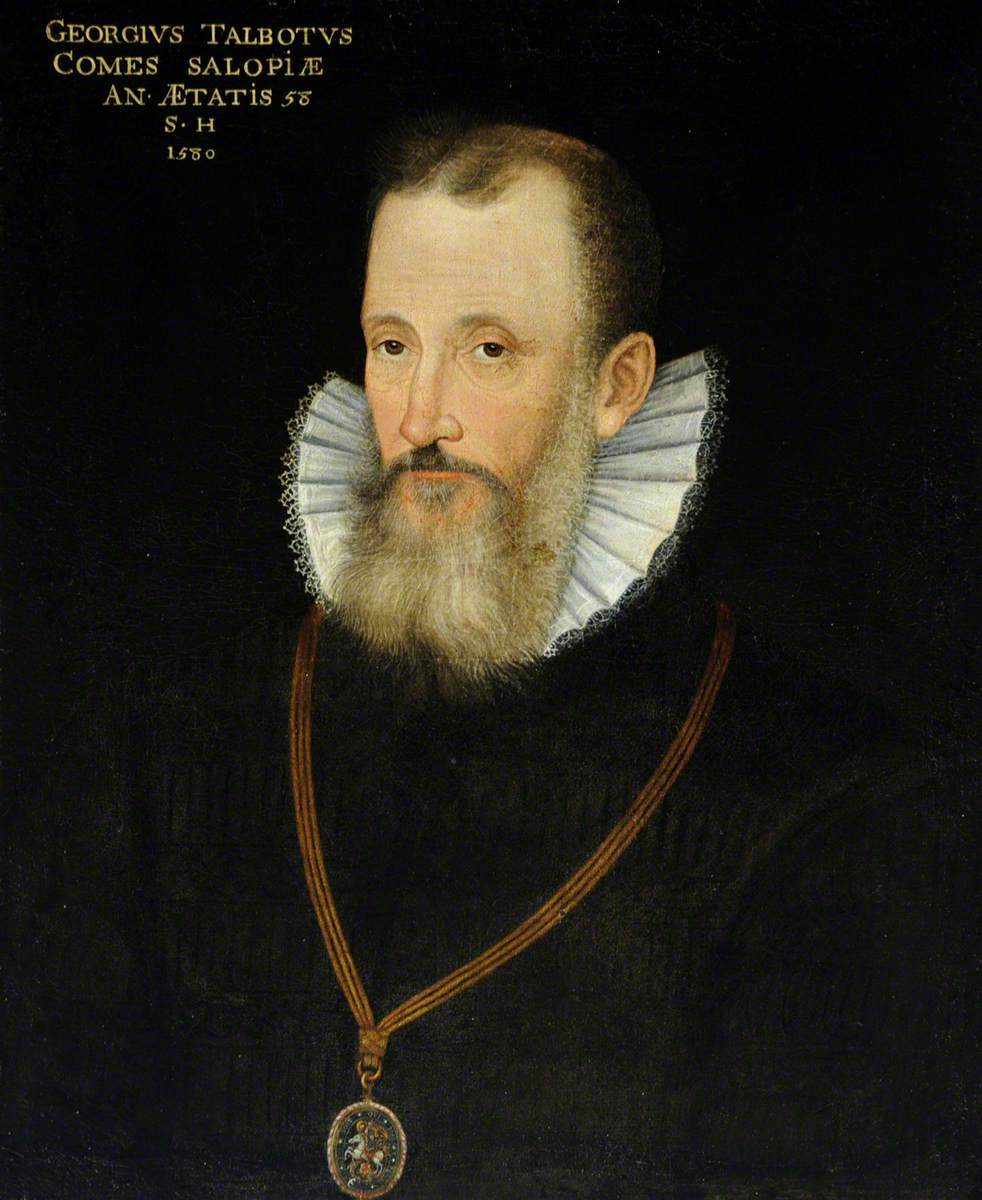
第6代シュルーズベリー伯爵ジョージ・タルボットの肖像画

第6代シュルーズベリー伯爵ジョージ・タルボット（英: George Talbot, 6th Earl of Shrewsbury, KG, KB, PC、1522年頃 - 1590年11月18日）は、イングランドの貴族。

## 経歴
1522年頃に第5代シュルーズベリー伯爵フランシス・タルボットとその妻メアリー（第2代ダクレ男爵トマス・ダクレの娘）の間の長男として生まれる。
1553年1月5日に繰上勅書により父存命のままタルボット男爵を継承し、貴族院議員となった。同年7月の初代ノーサンバーランド公ジョン・ダドリーによるジェーン・グレイの女王擁立に協力したが、ノーサンバーランド公を破って即位したメアリー女王に許しを乞うて赦免された。
スコットランドとの国境守備のために必要不可欠な人材として1558年に即位したエリザベス女王の下でも信任を維持した。1560年9月25日に父の死により爵位を継承し、トレント北部巡回裁判官に就任。
1568年よりイングランドに亡命してきた元スコットランド女王メアリー・ステュアートの監視者となった。1571年に枢密顧問官(PC)に列する。リドルフィ陰謀事件の際にはメアリー・ステュアートの尋問にあたったが、メアリーは陰謀への関与を否定した。1572年1月からの第4代ノーフォーク公トマス・ハワードの星室庁裁判所の裁判の判事も務め、公爵が付いていた軍務伯に代わって就任した。メアリーに同情的であったとされ、1584年7月にはメアリーの監視役がラルフ・サドラーに変更された。
1586年のバビントン事件の中心人物アンソニー・バビントンはシュルーズベリー伯爵家の小姓をしていた人物でそのきっかけでメアリー・ステュアートの支持者となった人物だった。この事件により同年10月にメアリーの裁判が行われ、シュルーズベリー伯も裁判官の一人となった。彼はメアリーが裁かれるのを見たくなかったが、欠席するとメアリーに同情的という噂を肯定してしまうのでやむなく出席したという。
1590年11月18日に死去。爵位は次男のギルバート・タルボットが継承した。

## 栄典

### 爵位
1553年1月5日に繰上勅書により父フランシス・タルボットより以下の爵位を継承した。
- 第12代タルボット男爵（英語版） (12th Baron Talbot)
(1331年1月27日の勅許状によるイングランド貴族爵位)

1560年9月25日に父フランシス・タルボットにより以下の爵位を継承した。
- 第6代シュルーズベリー伯爵 (6th Earl of Shrewsbury)
(1442年5月20日の勅許状によるイングランド貴族爵位)
- 第6代ウォーターフォード伯爵 (6th Earl of Waterford)
(1446年7月17日の勅許状によるアイルランド貴族爵位)
- 第11代ファーニヴァル男爵（英語版） (11th Baron Furnivall)
(1295年6月24日の勅許状によるイングランド貴族爵位)
- ブラックミアの第15代ストレンジ男爵 (15th Baron Strange of Blackmere)
(1308年3月4日の勅許状によるイングランド貴族爵位)

### 勲章
- 1547年2月、バス勲章ナイト(Knight, Order of the Bath(KB))[1][2]
- 1561年、ガーター勲章ナイト(Knight, Order of the Garter(KG))[1][2]

## 妻と子女
- 1539年4月28日に初代ラトランド伯トマス・マナーズ（英語版）の娘ガートルード・マナーズ（英語版）と結婚。彼女との間に以下の子を儲けた[1][2]。
  - 長男フランシス・タルボット (1550頃-1582) 儀礼称号でタルボット卿
  - 次男ギルバート・タルボット（英語版） (1552-1616)  第7代シュルーズベリー伯爵を継承
  - 三男エドワード・タルボット（英語版） (1561-1617) 第8代シュルーズベリー伯爵を継承
  - 四男ヘンリー・タルボット (1563–1596)
  - 長女キャサリン・タルボット (?-1576) 第2代ペンブルック伯ヘンリー・ハーバート（英語版）と結婚
  - 次女メアリー・タルボット (生没年不詳) 初代準男爵（英語版）ジョージ・サビル（英語版）と結婚
  - 三女グレース・タルボット (生没年不詳) ヘンリー・キャヴェンディッシュ（英語版）と結婚
- 1567年に最初の妻と死別し、1568年2月9日にエリザベス・ハードウィック（英語版）と再婚[1][2]。